# Kabinett Berlusconi I
Das Kabinett Berlusconi I regierte Italien vom 10. Mai 1994 bis zum 17. Januar 1995. Silvio Berlusconis Mitte-rechts-Wahlbündnis Polo delle Libertà hatte die Parlamentswahlen Ende März 1994 gewonnen. Die erste Regierung von Ministerpräsident Berlusconi hatte mit erheblichen Haushaltsproblemen zu kämpfen, die der parteilose Schatzminister Lamberto Dini mit einer umstrittenen Rentenreform angehen wollte. Die Koalition scheiterte, nachdem der Chef der Lega Nord, Umberto Bossi, im November 1994 mit Massimo D’Alema von der KPI-Nachfolgepartei Partito Democratico della Sinistra (PDS) und mit dem Zentrumspolitiker Rocco Buttiglione Verhandlungen aufgenommen hatte, die dann die Bildung des aus parteilosen Fachleuten bestehenden Kabinetts Dini ermöglichten.

## Minister
| Ministerien                         | Name                 | Partei    |
| ----------------------------------- | -------------------- | --------- |
| Ministerpräsident                   | Silvio Berlusconi    | FI        |
| Stellvertretender Ministerpräsident | Roberto Maroni       | LN        |
| Stellvertretender Ministerpräsident | Giuseppe Tatarella   | AN        |
| Äußeres                             | Antonio Martino      | FI        |
| Inneres                             | Roberto Maroni       | LN        |
| Justiz                              | Alfredo Biondi       | UdC       |
| Verteidigung                        | Cesare Previti       | FI        |
| Haushalt                            | Giancarlo Pagliarini | LN        |
| Finanzen                            | Giulio Tremonti      | FI        |
| Schatz                              | Lamberto Dini        | parteilos |
| Landwirtschaft                      | Adriana Poli Bortone | AN        |
| Öffentliche Arbeiten                | Roberto Maria Radice | FI        |
| Verkehr                             | Publio Fiori         | AN        |
| Industrie                           | Vito Gnutti          | LN        |
| Außenhandel                         | Giorgio Bernini      | FI        |
| Post                                | Giuseppe Tatarella   | AN        |
| Gesundheit                          | Raffaele Costa       | UdC       |
| Arbeit und Soziales                 | Clemente Mastella    | CCD       |
| Kulturgüter                         | Domenico Fisichella  | AN        |
| Umwelt                              | Altero Matteoli      | AN        |
| Schulen                             | Francesco D’Onofrio  | CCD       |
| Hochschulen und Forschung           | Stefano Podestà      | FI        |
| Minister ohne Geschäftsbereich      | Name                 | Partei    |
| Europapolitik                       | Domenico Comino      | LN        |
| Regionen, Verwaltung                | Giuliano Urbani      | FI        |
| Verfassungsreformen                 | Francesco Speroni    | LN        |
| Beziehungen zum Parlament           | Giuliano Ferrara     | FI        |
| Soziales                            | Antonio Guidi        | FI        |
| Auslandsitaliener                   | Sergio Berlinguer    | parteilos |